# 兴隆庄镇 (喀喇沁左翼县)
兴隆庄镇，是中华人民共和国辽宁省朝阳市喀喇沁左翼蒙古族自治县下辖的一个镇，原为兴隆庄乡，2013年撤乡设镇。

## 行政区划
兴隆庄镇下辖以下地区：
兴隆庄村、头道洼村、章京营子村、碾房村、西沟门村、半拉烧锅村、七家村和二布尺村。